# Perparim Beqaj
Perparim Beqaj (sinh ngày 3 tháng 8 năm 1995) là một cầu thủ bóng đá người Thụy Điển thi đấu cho Varbergs BoIS ở vị trí tiền đạo.